# Women: for America, for the World
Women – for America, for the World è un cortometraggio documentario statunitense  del 1986 diretto da Vivienne Verdon-Roe sulle donne attiviste antinucleari. Ha vinto il Premio Oscar al miglior cortometraggio documentario.